# Permesta
Permesta foi um movimento rebelde da Indonésia, cujo nome foi baseado no Piagam Perjuangan Semesta (Carta de Luta Universal), declarado pelos líderes civis e militares no leste da Indonésia em 2 de março de 1957. O quartel-general do movimento estava em Manado, em Sulawesi, e o foi liderado pelo Coronel Ventje Sumual. Alexander Evert Kawilarang renunciou à sua posição como adido militar indonésio nos Estados Unidos para se tornar general no exército de Permesta.
Em 17 de fevereiro de 1958, as forças do Permesta aliaram-se com os rebeldes do Governo Revolucionário da República da Indonésia (em indonésio:  Pemerintah Revolusioner Republik Indonesia, PRRI) baseados em Sumatra, que haviam declarado um governo revolucionário dois dias antes. Depois dos ataques bem-sucedidos do governo central contra o PRRI em Sumatra, o conflito voltou-se para o leste, onde os rebeldes Permesta estavam baseados. As forças do governo central conseguiram capturar Manado, a capital dos Permesta, no final de junho de 1958. No entanto, os rebeldes do Permesta continuaram sua resistência, lutando numa campanha de guerrilha contra as tropas do governo central até que os últimos remanescentes se rendessem e recebessem uma anistia em 1961.